# Indian River Estates
Indian River Estates – jednostka osadnicza w Stanach Zjednoczonych, w stanie Floryda, w hrabstwie St. Lucie.